# Прохіральність

sp^{2}-гібридизований атом вуглецю з гранями re і si.

Прохіральність (англ. prochirality) — геометрична властивість ахірального об'єкта ставати хіральним за один десиметризаційний етап. Отже, ахіральна молекулярна частинка прохіральна, якщо може стати хіральною внаслідок заміщення в ній ахіральної групи (або атома) біля певного атома (центра прохіральності) іншою групою. Вона властива ахіральним молекулам, які мають тригональну систему і можуть бути переведені в хіральні введенням у цю систему нового замісника.
Наприклад, приєднання гідрогену до однієї з енантіотопних сторін прохірального кетона СН3СН2СОСН3 дає один з енантіомерів хірального спирту СН3СН2СНОНСН3. Приєднання CN- до однієї з діастереотопних сторін хірального альдегіду перетворює його в один з діастереоізомерів ціангідрину. Дві сторони тригональної системи описуються як Re і Si.